# Megistocera filipes
Megistocera filipes är en tvåvingeart. Megistocera filipes ingår i släktet Megistocera och familjen storharkrankar.

## Underarter
Arten delas in i följande underarter:
- M. f. filipes
- M. f. fuscana